# Vozera Lukaŭskaje
Vozera Lukaŭskaje (vitryska: Возера Лукаўскае) är en sjö i Belarus.   Den ligger i voblasten Brests voblast, i den västra delen av landet, 300 km sydväst om huvudstaden Minsk. Vozera Lukaŭskaje ligger 147 meter över havet. Arean är 3,9 kvadratkilometer. Den sträcker sig 2,2 kilometer i nord-sydlig riktning, och 2,7 kilometer i öst-västlig riktning.
Omgivningarna runt Vozera Lukaŭskaje är en mosaik av jordbruksmark och naturlig växtlighet. Runt Vozera Lukaŭskaje är det ganska glesbefolkat, med 30 invånare per kvadratkilometer.